# Tonga foliacea
Tonga foliacea är en insektsart som först beskrevs av Stsl 1859.  Tonga foliacea ingår i släktet Tonga och familjen sköldstritar. Inga underarter finns listade i Catalogue of Life.